# Virisila Buadromo
Virisila Buadromo, född 1972, är en fijiansk människorättsaktivist och journalist. 
Buadromo arbetade genom organisationen Fiji Women’s Rights Movement (FWRM) för att skapa bättre förutsättningar för kvinnor på Fiji genom lagförslag och lobbying. Efter militärkuppen i landet 2006 blev Buadromo utsatt för hot då hon varit offentlig med sin kritik mot kuppen, men hon fortsatte trots detta med arbetet att stärka kvinnors och barns rättigheter på Fiji. Hon arbetade med FWRM mellan 2001 och 2014 och fortsatte engagera sig i människorättsliga frågor genom Urgent Action Fund for Women's Human Rights Asia and the Pacific (UAF A&P), som arbetar för att stötta kvinnor och icke-binära människor i regionen.  
2008 tilldelades Buadromo International Women of Courage Award och 2012 fick hon Courage award, ett pris som instiftats till minne av Amelia Earheart. 